# Chlorophyllin
Chlorophyllin ist ein halbsynthetisches, wasserlösliches Derivat von Chlorophyll.

## Verwendung
Chlorophyllin (E 140) sowie deren kupferhaltige Komplexe (E 141) finden als Lebensmittelzusatzstoff in ausgewählten Lebensmitteln zum Färben von Lebensmitteln wie Sage Derby, Konserven von roten Früchten, Gemüse (ausgenommen Oliven), Konfitüren, Gelees, Marmeladen, Fisch- oder Krebstierpaste oder vorgekochten Krebstieren höchstmengenunbegrenzt Verwendung.

## Biologische Bedeutung
Chlorophyllin findet topische Anwendung bei langsam heilenden Wunden ohne schwere Nebenwirkungen. Zusammen mit Chlorophyllen können Chlorophylline molekulare Komplexe mit krebserzeugenden Stoffen (heterocyclische Amine aus gekochtem Fleisch oder Aflatoxin B1) bilden und so carcinogene Effekte blockieren. Eine Nahrungsergänzung mit Chlorophyllin vor der Mahlzeit konnte einen Biomarker im Urin für Aflatoxin induzierten DNA-Schaden in einer chinesischen Population mit einem hohen Risiko von Leberkrebs durch unvermeidbare Aflatoxinexposition aus schimmligen Getreide und Hülsenfrüchten substanziell senken. Ob ähnliche Mechanismen auch die Aufnahme von Nährstoffen unterbinden, wurde noch nicht untersucht.